# 바깥귀길

인간의 귀의 해부

바깥귀길(ear canal, external acoustic meatus, external auditory meatus, EAM) 또는 외이도는 바깥귀에서 가운데귀로 이어지는 길이다. 성인의 외이도는 귓바퀴에서 고막으로 이어진다. 외이도의 모양은 사람에 따라 다양하다. 길이는 약 2.5센티미터(1인치), 지름은 0.7 센티미터(0.3인치)에 달한다. 크게 골성 외이도와 연골성 외이도로 나뉘며, 골성 외이도의 길이가 연골성 외이도의 길이의 약 2배이다. 연골성 외이도가 조금 더 외부에 있다.

## 관련 질환
- 진주종
- 외이도 접촉 피부염
- 귀 승저증
- 육아종
- 바깥귀
- 바깥귀길염